# Handelsingenieur
Handelsingenieur is in Vlaanderen een titel die men behaalt na een vijfjarige universitaire studie in de economie: "Master Handelsingenieur" of "Master in de toegepaste economische wetenschappen: handelsingenieur" of "Master in de toegepaste economische wetenschappen: handelsingenieur in de beleidsinformatica". Het opleidingsprogramma bevat in de aanvangsjaren gemeenschappelijke vakken met de opleiding economie of toegepaste economie. Er wordt meer nadruk gelegd op wiskunde en wetenschappelijke vakken. In de latere jaren komen daar nog technologische en/of informatica-vakken bij. De studie duurt ook één jaar langer (5 jaar), zodat handelsingenieurs vaak in verantwoordelijke en beleidsfuncties komen in bedrijven en handelsondernemingen. 
Dikwijls vervult de handelsingenieur ook een brugfunctie tussen het technologische aspect (productie) en het financiële aspect van een bedrijf. In andere landen is deze combinatie tijdens de studie eerder uitzonderlijk. Meestal volgt men dan een aanvullende studie ná economie of ingenieur.

## Geschiedenis
In 1903 stichtte Ernest Solvay in Brussel een school die gespecialiseerd was in economie. Emile Waxweiler was de eerste directeur van die school die nu bekendstaat als de “Solvay Brussels School”. Deze school bood en biedt nog steeds de opleiding aan voor Handelsingenieur. Waarschijnlijk heette het toen “Ingenieur de Gestion”, Frans voor Handelsingenieur.
De opleiding hiervan werd waarschijnlijk naar alle andere Belgische universiteiten verbreid, aangezien de Solvay Business School aan de oorsprong lag van de opleiding tot handelsingenieur.
In Frankrijk heeft men ook een benaming voor een economische opleiding: “Ingénierie économique”. Deze opleiding bevat wel geen wetenschappen in tegenstelling tot de Belgische “Handelsingenieur”-opleiding.

## Opleiding tot handelsingenieur

### Op universitair niveau
- Bachelor en Master in de Toegepaste Economische Wetenschappen: Handelsingenieur: Universiteit Antwerpen, Katholieke Universiteit Leuven, Universiteit Hasselt,  Vrije Universiteit Brussel en Universiteit Gent
- Bachelor en Master in de Toegepaste Economische Wetenschappen: Handelsingenieur in de Beleidsinformatica: Universiteit Antwerpen, Katholieke Universiteit Leuven, Universiteit Hasselt
- Bachelor of Science en Master of Science Handelsingenieur: Katholieke Universiteit Leuven campus Brussel (vroeger: Hogeschool-Universiteit Brussel)
- In Nederland staat de studie bekend onder de naam "Technische Bedrijfskunde". Ook hier duurt deze vijf jaar en behaalt men na de eerste drie jaar de titel Bachelor of Science (BSc.). Na 2 jaar master (al dan niet in het buitenland) behaalt men de titel Master of Science (MSc.).

### Op hogeschoolniveau
- Hogeschool InHolland (Haarlem) heeft ook een opleiding Business Engineering. Deze opleiding is een combinatie van werktuigbouwkunde, elektrotechniek en business.